# Hülst (Adelsgeschlecht)

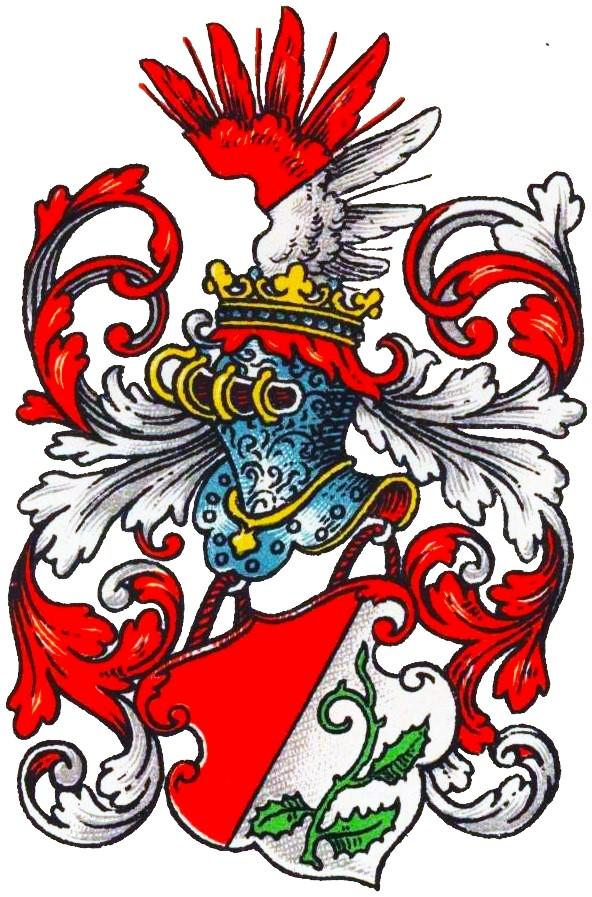
Adelswappen derer von Hülst (ab 1801) im Wappenbuch des Westfälischen Adels

Hülst (in den ersten bekannten Generationen auch Hulst) ist der Name eines aus den Niederlanden stammenden westfälischen Briefadelsgeschlechts.

## Geschichte
Das Geschlecht war im Münsterischen ansässig. Ursprünglich stammt die Familie jedoch aus den Niederlanden. Der namensgebende Ort war Hulst in der Provinz Zeeland. Von dort kam sie über Oldenzaal in der Provinz Overijssel in das Emsland. Stammvater der Familie war Joan ter Hulst, der 1623 Getrudis ter Arkel heiratete. Ihr Sohn Joannes Hülst (1624–1677), Jurist, war mit Christina Holts van Amersfordt (1619–1675) verheiratet. Die Eheleute, die nach Lingen im Emsland zogen, hatten zwei Kinder: Magdalene Gertrud Hülst (*/† 1655), Joannes Hülst (1656–1704). Joannes Hülst war promovierter Jurist. Er heiratete Margarethe Meijknecht († 1712) und hatte mit ihr vier Kinder: Joan Henrich (*/† 1790), Hendrine Christine, Anna Maria und Joan Hermann Hülst (1689–1732). Joan Hermann Hülst war wie sein Vater promovierter Jurist und bekleidete das Richteramt. 1723 heiratete er Anna Maria Gertrud Bothe (* 1700) und hatte mit ihr einen Sohn namens Johannes Heinrich Ignatius Hülst (1724–1763). Johannes Heinrich Ignatius Hülst war ebenfalls promovierter Jurist und bekam Amt und Titel eines Hofpfalzgrafen verliehen. Mit seiner in Münster geehelichten Frau Clara Elisabeth Angola Homeyer (1722–1793) hatte er zwei Kinder: Henrietta Christina Maria Hülst (*/† 1758) und Laurenz Christian Alois Hülst (1759–1839). Laurenz Christian Alois Hülst bekam am 14. Dezember 1801 den Adelsstand mit Adelsprädikat „von“ verliehen. Die weitere Stammfolge stellt sich wie folgt dar:
- Laurenz Christian Alois von Hülst (1759–1839), Jurist, Hofrat und Besitzer von Gut Weslingen bei Altenberge, 1801 Adelsstand, ⚭ I. mit Anna Maria Gröninger († 1797), kinderlos, ⚭ II. 1785 mit Anna Antonetta Gröninger (1758–1797) 
  - Ferdinand Theodor Johannes von Hülst (1787–1883), 1845 Land- und Stadtgerichtsrat zu Oelde, ⚭ 1828 mit Anna Maria Jenny Schürhof (1807–1862)
    - Antonia Elisabeth von Hülst (* 1827) ⚭ 1857 mit Franz Joseph Heising (1816–1898)
    - Johannes (Iwan) Felix von Hülst (1829–1902), Major, ⚭ 1867 mit Maria Luise Baronesse von Ascheberg (1842–1884)
      - Anna Christine Fernande von Hülst (1867–1915), Nonne im Kloster Gößweinstein
      - Maria Antonia Felizitas von Hülst (1869–1905)
      - Ferdinand Erich Joseph Aloysius von Hülst (1878–1950)

    - Bernhard Carl von Hülst (*/† 1831)
    - Josephine Christine von Hülst (1832–1859)
    - Bernhard Carl Engelbert Felix von Hülst (1833–1834)
    - Johanna Bernhardine von Hülst (1836–1837)
    - Felix Perpetuus August von Hülst (1838–1920), Amtsgerichtsrat, ⚭ 1872 mit Amelie Dudenhausen (1844–1917)
      - Antonia Johanna Josephine von Hülst (1873–1928) ⚭ 1898 mit Adolf Franz von Hagens-Burghof (* 1862)
      - William Ferdinand Julius von Hülst (1875–1957) ⚭ 1914 N. N.
      - Theobald von Hülst (1877–1951), Generalmajor,[3] ⚭ 1911 mit Josefine Midy (* 1886)
      - Johanna von Hülst (1879–1957)
      - Maria Elisabeth Augusta von Hülst (1880–1943) ⚭ 1904 mit Hubert Adam Schmitz (1866–1943)
      - Erich Iwan Ferdinand von Hülst (1882–1942), Zollsekretär
      - Alfred von Hülst (1885–1914)
      - Elisabeth Maria Josefine von Hülst (1887–1939)

    - Theobald Georg Carl von Hülst (1839–1894), Baurat, ⚭ I. 1872 mit Emmy Strasen (1848–1884), ⚭ II. 1889 mit Bertha Heilmann (1856–1942)
      - aus I.: Alexandra Fernandine von Hülst (1879–1945) ⚭ 1900 mit Edmund Prosper Devens (1874–1935)
      - aus II.: Friedrich Gustav Maria von Hülst (1890–1935), Polizeibeamter, ⚭ 1925 mit N. N.
        - Friedrich-Alfred von Hülst (1926–1945)
        - N. N.

  - Bernhard Anton Christoph von Hülst (1789–1860)
  - Theodor Anton von Hülst (1792–1882), Amtmann, ⚭ 1822 mit Maria Anna von und zu Mühlen (1802–1879)
    - Johann Eduard Laurenz von Hülst (1825–1905), Oberst, ⚭ 1859 mit Anne Susette Toussaint (1835–1865)
      - Johann Alfred Theodor von Hülst (1863–1933), 18. April 1913 bis 3. August 1914 Oberstleutnant/Oberst im Dragoner-Regiment „Freiherr von Manteuffel“ (Rheinisches) Nr. 5, 13. Februar bis 6. Mai 1915 Oberst im Husaren-Regiment „Graf Goetzen“ (2. Schlesisches) Nr. 6, 10. November 1917 bis 6. September 1918 Brigadekommandeur der 16. Kavallerie-Brigade (Deutsches Kaiserreich), später Generalmajor, ⚭ mit Maria Lüttich (1869–1929)
        - Alfred Eduard Bernhard von Hülst (1892–1929), Landwirt, ⚭ 1920 mit N. N.
          - Friedrich Helmuth von Hülst (1922–1943), Leutnant
          - Bernhard Helmuth von Hülst (1925–1943)
          - weitere Kinder

        - N. N.

    - Alfred von Hülst (1831–1870), Sekondeleutnant
    - Adelheid von Hülst (1833–1883)
    - Bernard Aloysius Hubert von Hülst (1839–1883), Major, ⚭ 1874 mit Anna von der Mark (* 1853)
      - Anna Elisabeth Wilhelmina von Hülst (1875–1906) ⚭ 1897 mit Andreas Bäumer (* 1866)
      - Alfred Carl August von Hülst (* 1877), Hauptmann, ⚭ 1919 mit Luise von Gerlach
      - Maria Theodora von Hülst (* 1881) ⚭ 1903 mit Richard Hermann Buchholtz (* 1869)

  - Johanna Catharine Agnes von Hülst (1793–1874) ⚭ 1810 mit Joseph Diericks
  - Franz Christian Joan von Hülst (1796–1836), Divisionsauditor, ⚭ 1824 mit Maria Schweling (1803–1883)
    - Johann Julius von Hülst (1828–1859)Johann Julius von Hülst (1828–1859), Landrat Kreis Ahaus und Besitzer von Gut Sonderhaus in Ahaus, ⚭ 1858 mit Katinka Russel
    - Josephine Maria von Hülst (1832–1859)
    - Johann Felix Maria von Hülst (1835–1908), Premierleutnant a. D., 1877–1908 Amtmann/Bürgermeister Legden, ⚭ 1875 mit Gertrud Brüning (1857–1907), wohnten im Haus von Hülst
      - Maria Josephine von Hülst (1877–1929)
      - Ferdinand Laurenz von Hülst (1878–1954) ⚭ 1909 mit Elisabeth Killing (1885–1945), mehrere Nachkommen
      - Alfred Laurenz von Hülst (* 1882) ⚭ 1923 mit Antonia Koch (1895–1952)
        - Elmar von Hülst (1924–1943)
        - Siegfried von Hülst (1924–1952)

      - Clara Felicitas von Hülst (* 1884)
      - Friedrich Maria von Hülst (1889–1918), Hauptmann
      - Julius Maria von Hülst (1891–1915)
      - N. N.

Die Familie blüht fort.

## Wappen
- Blasonierung des redenden Bürgerwappens: In Silber aus einem grünen Dreiberg eine grüne Pflanze der Stechpalme (Hulst = altes Wort für Stechpalme).[1]
- Blasonierung des Adelswappens (1801): Von Rot und Silber schräglinks geteilt, unten ein grüner Zweig (der Stechpalme). Auf dem gekrönten Helm mit rot-silbernen Helmdecken ein rot-silbern schräglinks geteilter Flügel.[4]

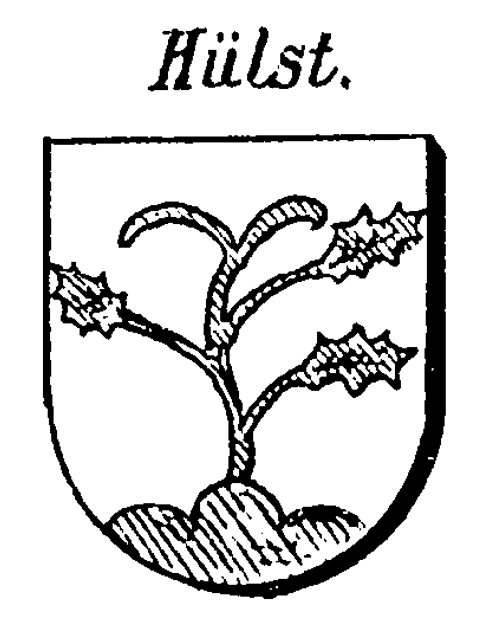
Früheres bürgerliches Wappen der Hülst in Siebmachers Wappenbuch
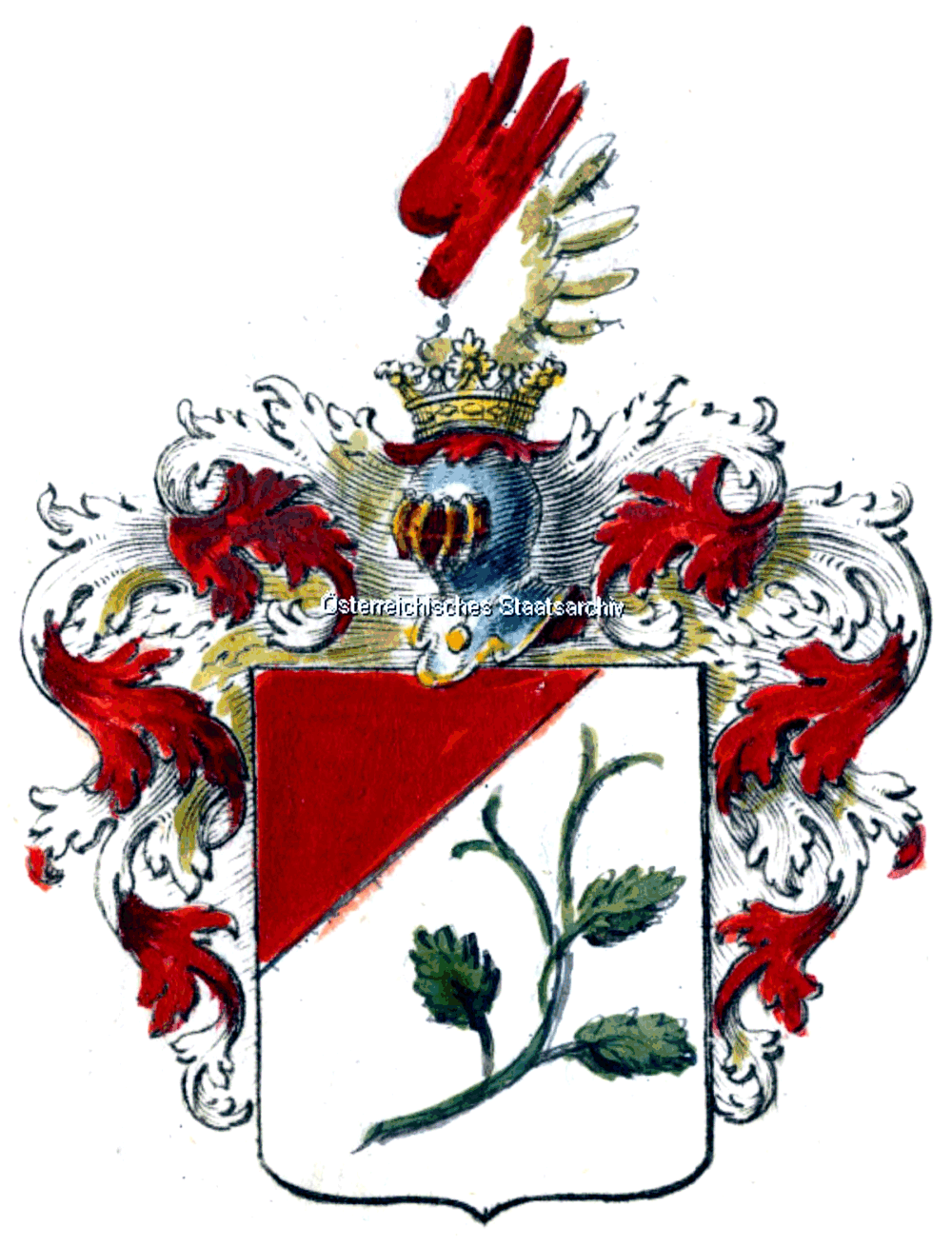
Wappen von 1801 im Österreichischen Staatsarchiv